# Andreas Poulsen
Andreas Poulsen (Ikast, 13 ottobre 1999) è un calciatore danese, difensore del Silkeborg.

## Carriera

### Club
Cresciuto nel settore giovanile del Midtjylland, il 5 gennaio 2017 ha firmato il primo contratto professionistico, valido fino al 2020. Dopo aver conquistato il titolo con la squadra di Herning, il 19 giugno 2018 viene acquistato dal Borussia Mönchengladbach, con cui firma un quinquennale.

### Nazionale
Dopo aver giocato con le varie rappresentative giovanili danesi, il 7 settembre 2018 ha debuttato con l'Under-21, in occasione della partita di qualificazione agli Europei 2019 vinta per 2-0 contro la Finlandia.

## Statistiche

### Presenze e reti nei club
Statistiche aggiornate al 24 agosto 2023.
| Stagione                      | Squadra                       | Campionato                    | Campionato | Campionato | Coppe nazionali | Coppe nazionali | Coppe nazionali | Coppe europee | Coppe europee | Coppe europee | Altre coppe | Altre coppe | Altre coppe | Totale | Totale |
| Stagione                      | Squadra                       | Comp                          | Pres       | Reti       | Comp            | Pres            | Reti            | Comp          | Pres          | Reti          | Comp        | Pres        | Reti        | Pres   | Reti   |
| ----------------------------- | ----------------------------- | ----------------------------- | ---------- | ---------- | --------------- | --------------- | --------------- | ------------- | ------------- | ------------- | ----------- | ----------- | ----------- | ------ | ------ |
| 2016-2017                     | Midtjylland                   | SL                            | 1          | 0          | CD              | -               | -               | UEL           | -             | -             | -           | -           | -           | 1      | 0      |
| 2017-2018                     | Midtjylland                   | SL                            | 7+3        | 0          | CD              | 2               | 0               | UEL           | -             | -             | -           | -           | -           | 12     | 0      |
| Totale Midtjylland            | Totale Midtjylland            | Totale Midtjylland            | 11         | 0          |                 | 2               | 0               |               | -             | -             |             | -           | -           | 13     | 0      |
| 2018-2019                     | Borussia M'gladbach II        | R                             | 14         | 0          |                 | -               | -               | -             | -             | -             | -           | -           | -           | 14     | 0      |
| 2018-2019                     | Borussia M'gladbach           | BL                            | 0          | 0          | CG              | 1               | 0               | -             | -             | -             | -           | -           | -           | 1      | 0      |
| 2019-gen. 2020                | Borussia M'gladbach II        | R                             | 4          | 0          |                 | -               | -               | -             | -             | -             | -           | -           | -           | 4      | 0      |
| gen.-giu. 2020                | Austria Vienna                | BL                            | 5+1        | 0          |                 | -               | -               | -             | -             | -             | -           | -           | -           | 6      | 0      |
| 2020-feb. 2021                | Borussia M'gladbach II        | R                             | 6          | 0          |                 | -               | -               | -             | -             | -             | -           | -           | -           | 6      | 0      |
| Totale Borussia M'gladbach II | Totale Borussia M'gladbach II | Totale Borussia M'gladbach II | 24         | 0          |                 | -               | -               |               | -             | -             |             | -           | -           | 24     | 0      |
| feb.-giu. 2021                | Austria Vienna                | BL                            | 11+1       | 0          |                 | -               | -               | -             | -             | -             | -           | -           | -           | 12     | 0      |
| Totale Austria Vienna         | Totale Austria Vienna         | Totale Austria Vienna         | 16+2       | 0          |                 | -               | -               |               | -             | -             |             | -           | -           | 18     | 0      |
| 2021-2022                     | Ingolstadt 04                 | 2.BL                          | 6          | 1          | CG              | 0               | 0               | -             | -             | -             | -           | -           | -           | 6      | 1      |
| 2022-2023                     | Aalborg                       | SL                            | 16         | 1          | CD              | 2               | 0               | -             | -             | -             | -           | -           | -           | 18     | 1      |
| lug.-ago. 2023                | Aalborg                       | 1.D                           | 4          | 0          | CD              | 1               | 0               | -             | -             | -             | -           | -           | -           | 5      | 0      |
| Totale Aalborg                | Totale Aalborg                | Totale Aalborg                | 20         | 1          |                 | 3               | 0               |               | -             | -             |             | -           | -           | 23     | 1      |
| Totale carriera               | Totale carriera               | Totale carriera               | 79         | 2          |                 | 6               | 0               |               | -             | -             |             | -           | -           | 85     | 2      |

## Palmarès

### Club

#### Competizioni nazionali
- Campionato danese: 1

Midtjylland: 2017-2018
- Coppa di Danimarca: 1

Silkeborg: 2023-2024